# Ребосас (Парана)
Ребосас (порт. Rebouças) — муниципалитет в Бразилии, входит в штат Парана. Составная часть мезорегиона Юго-восток штата Парана. Входит в экономико-статистический микрорегион Ирати. Население составляет 14 191 человек на 2006 год. Занимает площадь 481,843 км². Плотность населения — 29,5 чел./км².
Праздник города — 21 сентября. 

## История
Город основан в 1930 году.

## Статистика
- Валовой внутренний продукт на 2003 год составляет 101 983 569,00 реалов (данные: Бразильский институт географии и статистики).
- Валовой внутренний продукт на душу населения на 2003 год составляет 7311,17 реалов (данные: Бразильский институт географии и статистики).
- Индекс развития человеческого потенциала на 2000 год составляет 0,711 (данные: Программа развития ООН).

## География
Климат местности: субтропический. В соответствии с классификацией Кёппена, климат относится к категории Cfa.